# Sven (Queens)
Sven (auch unter Queens Plaza Park bekannt) ist ein Wolkenkratzer im Stadtbezirk Queens in New York City. Sven ist das erste Wohngebäude in Queens, das in der Nachhaltigkeit das höchste zu vergebende Level, die LEEDv4 Platin-Zertifizierung, erreicht hat.

## Lage
Der Wolkenkratzer Sven befindet sich im Zentrum des Stadtteils Long Island City unweit der Queensboro Bridge und des Bahngeländes „Sunnyside Yard“. Ein markantes Nachbargebäude ist der Wohnturm ALTA+. In unmittelbarer Nähe liegt die U-Bahn-Station Queens Plaza der New York City Subway, wo die Linien ,  und  verkehren.

## Beschreibung
Der Wohnturm wurde von Handel Architects entworfen und erreicht mit insgesamt 71 Stockwerken eine Gesamthöhe von 230,1 Metern (755 Fuß). Damit ist es nach dem The Orchard und dem Skyline Tower das dritthöchste Gebäude in Queens. Das Bauwerk hat eine geschwungene konkave Fassade mit knapp 10.000 m² elektrochromer Verglasung (Elektrochromie). Solarsensoren regeln automatisch die Glastönung und somit Wärmegewinnung und Kühlung des Wohnturms. Bei der Größe des Wolkenkratzers bildet es eine Premiere in New York. Die Inneneinrichtungen gestaltete das Architekturbüro Selldorf Architects. Der Wolkenkratzer besitzt 958 meist luxuriöse Wohneinheiten, Fitnesscenter, Außenpool und weitere Freizeiteinrichtungen.
Sven ist Teil eines Komplexes, der im Jahr 2001 nach einer Umwidmung des Queens Plaza neu geplant wurde. Zum Komplex gehören neben Sven der seit 2015 denkmalgeschützte und restaurierte The Queens Clock Tower, der auch als Chase Manhattan Bank Building bezeichnet wird, Hotels und der Park „Dutch Kills Green“. Der Clock Tower wurde 1927 erbaut und war mit seinen 14 Stockwerken bis 1990 das höchste Gebäude in Queens. Es beherbergte einst eine Filiale der Chase Manhattan Bank und wird heute für Einzelhandel genutzt. Die konkave Fassade von Sven umschließt symbolisch das historische Gebäude und sie bilden dabei eine Einheit. Der Park „Dutch Kills Green“ bildet den südlichen Abschluss des Komplexes. 
Zunächst unter der Bezeichnung „Queens Plaza Park“ war Sven anfangs als Hotel und dann als 280 m hoher Wohnturm geplant, bevor 2016 die endgültigen Pläne erstellt wurden. Die 2018 begonnenen Bauarbeiten waren im November 2021 abgeschlossen und der Bauträger Durst Organization begann gleichzeitig mit der Vermietung der Wohnungen. Der Wohnturm Sven wurde dann im Jahr 2022 offiziell eröffnet.

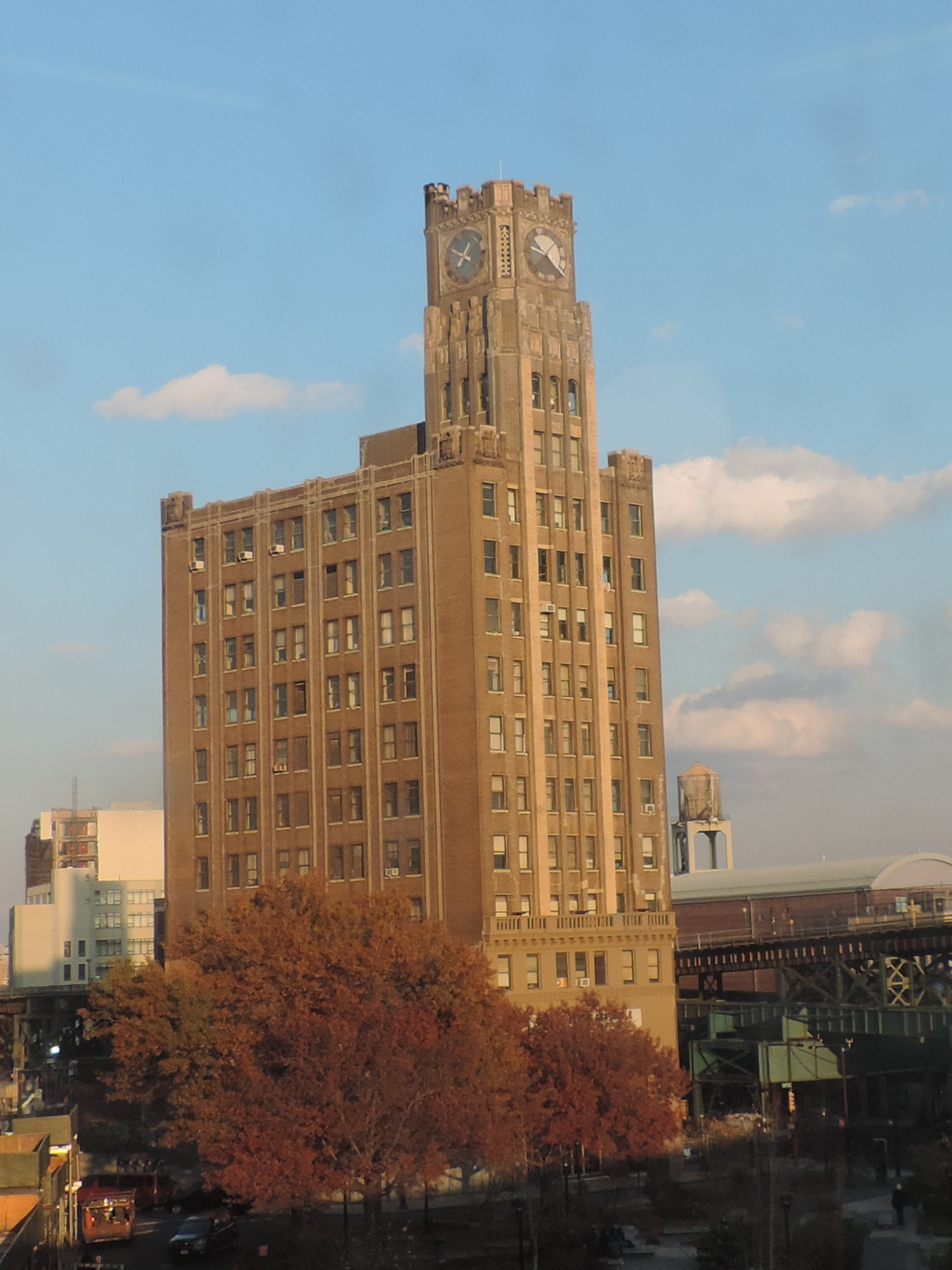
Der Clock Tower 2014
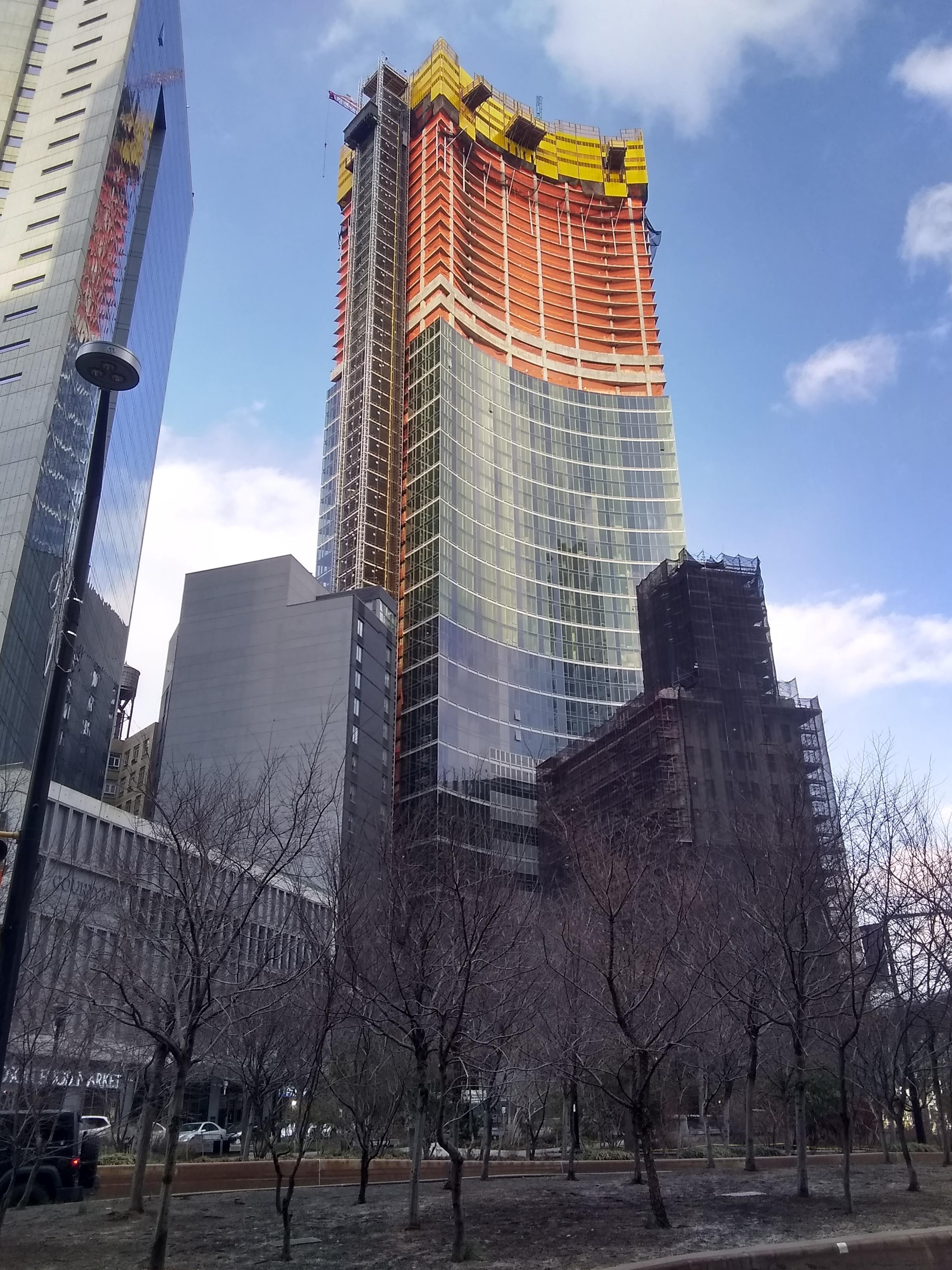
Baufortschritt im Februar 2020
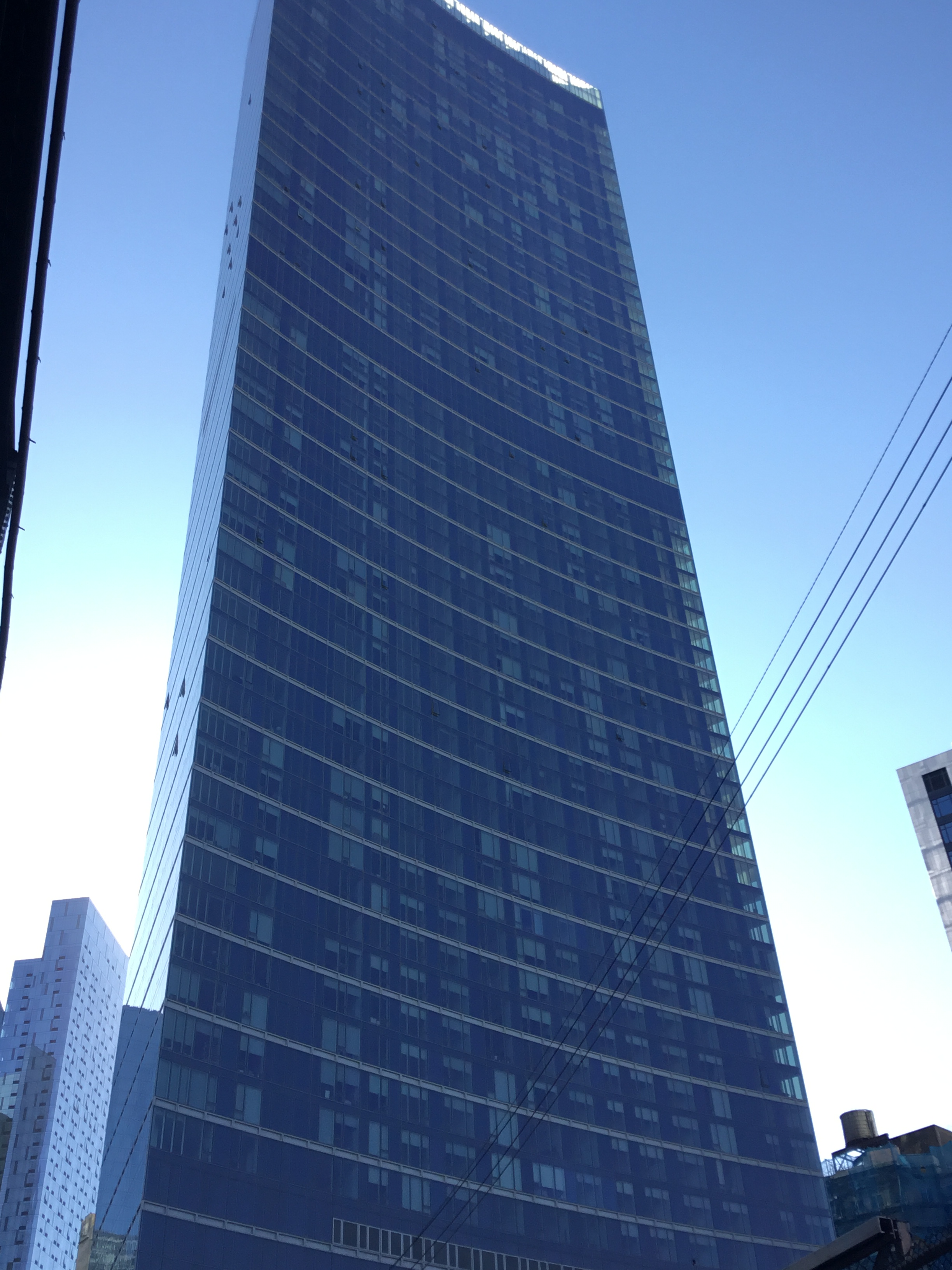
Nordostseite
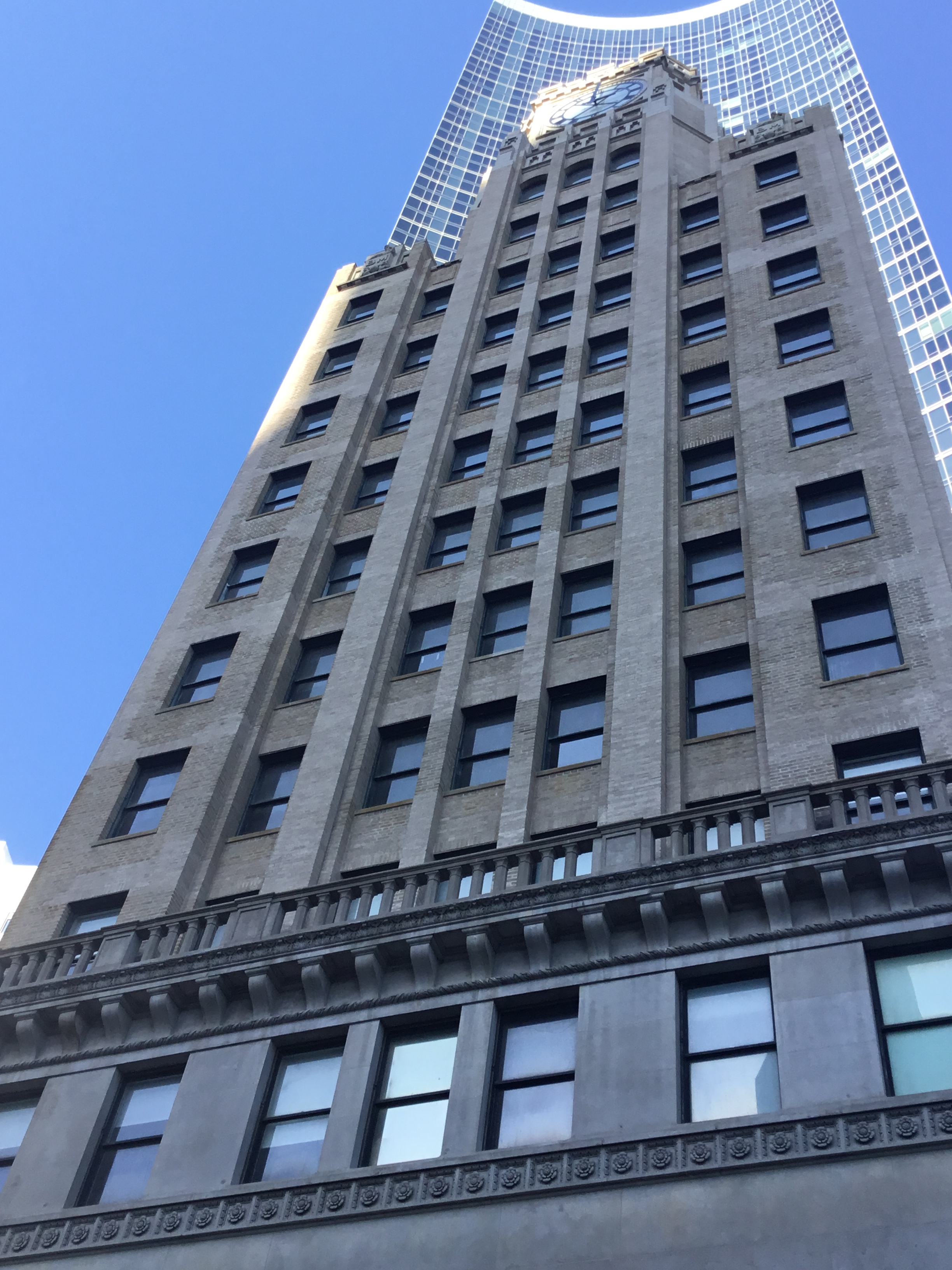
Clock Tower und Sven
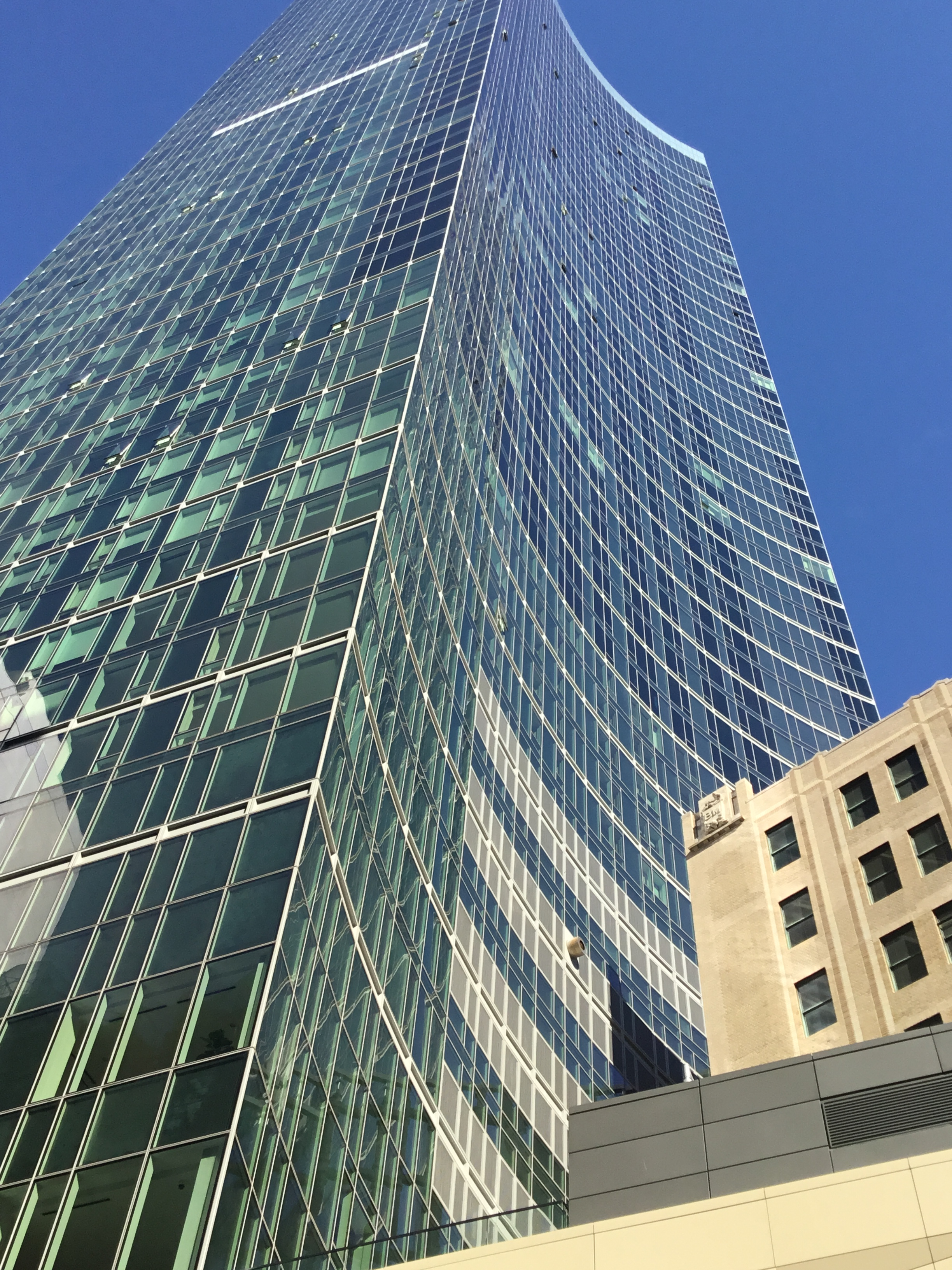
Konkave Fassade von Sven (Südwestseite)